# Костанцо Челестіні
Костанцо Челестіні (італ. Costanzo Celestini, нар. 14 травня 1961, Капрі) — італійський футболіст, що грав на позиції півзахисника. По завершенні ігрової кар'єри — тренер.
Виступав, зокрема, за клуб «Наполі», а також молодіжну збірну Італії.

## Клубна кар'єра
Народився 14 травня 1961 року в місті Капрі. Вихованець футбольної школи клубу «Наполі». Дорослу футбольну кар'єру розпочав 1979 року в основній команді того ж клубу, в якій виступав до 1987 року (за винятком сезону 1981/82, проведеного на правах оренди за «Катандзаро»), взявши участь у 117 матчах Серії А. Більшість часу, проведеного у складі «Наполі», був основним гравцем команди. У останньому сезоні виборов титул чемпіона Італії та став володарем Кубка Італії, але через серйозну травму на поле не виходив.
Згодом грав у складі команд Серії А «Асколі» та «Піза», а в листопаді 1988 року став гравцем клубу другого дивізіону «Авелліно», де провів три роки.
У 1992—1993 роках Челестіні грав за «Ачиреале» у Серії C1, а завершив ігрову кар'єру у іншій команді цього дивізіону «Юве Стабія», за яку виступав протягом 1993—1995 років.

## Виступи за збірну
Протягом 1980—1982 років залучався до складу молодіжної збірної Італії, разом з якою став чвертьфіналістом молодіжного чемпіонату Європи 1982 року.. На молодіжному рівні зіграв у 4 офіційних матчах.

## Кар'єра тренера
Розпочав тренерську кар'єру невдовзі по завершенні кар'єри гравця, 1997 року, очоливши тренерський штаб аматорського клубу «Капрі Ізола Адзурра».
Протягом тренерської кар'єри також очолював низку інших невеликих італійських клубів.
Наразі останнім місцем тренерської роботи був клуб «Тічино», головним тренером команди якого Костанцо Челестіні був з 2020 по 2021 рік.

## Титули і досягнення
- Чемпіон Італії (1):

«Наполі»: 1986/87
- Володар Кубка Італії (1):

«Наполі»: 1986/87